# ウスティカ
ウスティカ（イタリア語: Ustica; シチリア語: Ùstica）は、イタリア共和国シチリア自治州パレルモ県にある、人口約1,300人の基礎自治体（コムーネ）。シチリア島北方のティレニア海に位置するウスティカ島をその領域とする。
ウスティカ島はシチリア島の中心都市パレルモの北約70kmに位置する離島で、政治犯の流刑地として利用された歴史もある。東方に位置するエオリア諸島と同様に火山性の島で、周辺の海域はイタリアで最初に指定された海洋自然保護区の一つである。海や洞窟などその自然景観は観光資源となっており、スキューバダイビングの名所としても知られる。パレルモとの間にはフェリーの定期航路が結ばれている。

## 地理

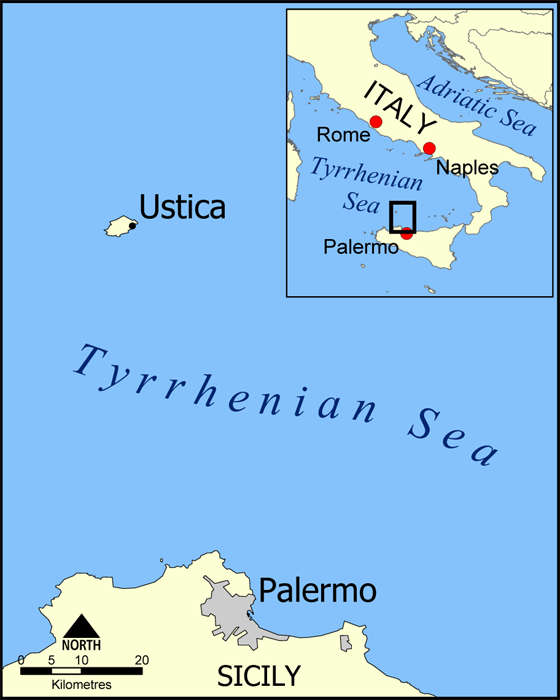
ティレニア海上のウスティカ島の位置

### 位置・広がり
ウスティカ島（イタリア語: Isola di Ustica）は、シチリア島北方のティレニア海南部に位置する島である。パレルモの北北西68km、アリクーディ島（エオリア諸島北西端）の西104kmに所在する。
島の面積は約8km2。島の長さは3.5km、幅は2.5kmの楕円状の島で、周囲の海岸線長は12kmである。

### 地勢
東方にあるエオリア諸島と同様に火山性の島であり、海底火山の爆発によって噴出した溶岩でできている。島の中央部には Punta Maggiore(244 m)、Guardia dei Turchi(238 m)があり、島を北東側と南西側に分けている。
島の海岸は岩場であり、砂浜はない。海岸に沿って多くの洞窟（海蝕洞）や岩礁がある。代表的な洞窟としては、緑の洞窟(grotta Verde)、青の洞窟(grotta Azzurra)、grotta della Pastizza、黄金の洞窟(grotta dell'Oro)、grotta delle Colonne などが挙げられる。岩礁としては、島の北西沖にスコーリョ・デル・メディコ（Scoglio del Medico）、北西海岸近くに Scoglio Colombara がある。

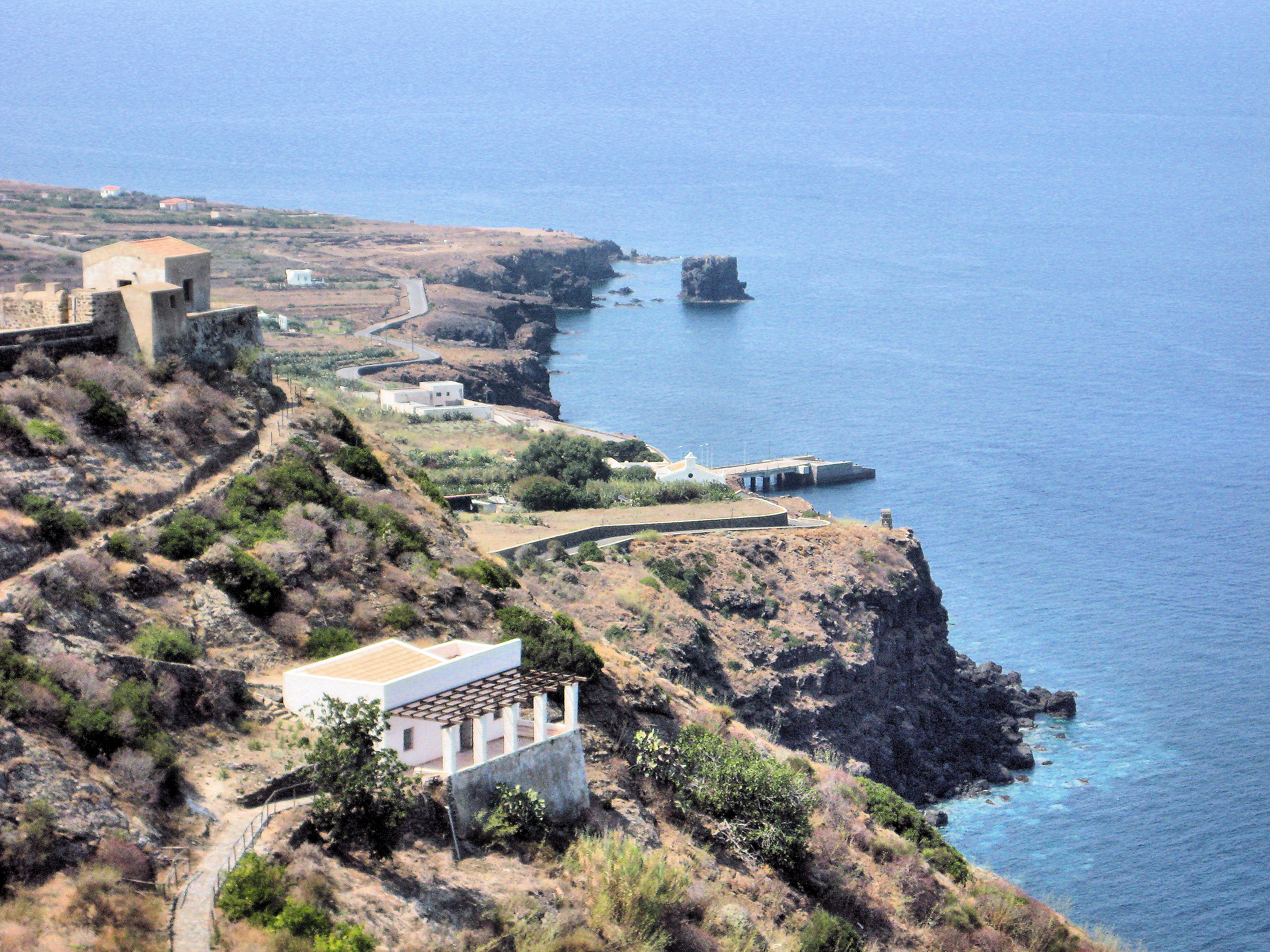
奥の岩が Scoglio Colombara

### 集落
ウスティカの主要な集落と港は、島の東部に位置する。

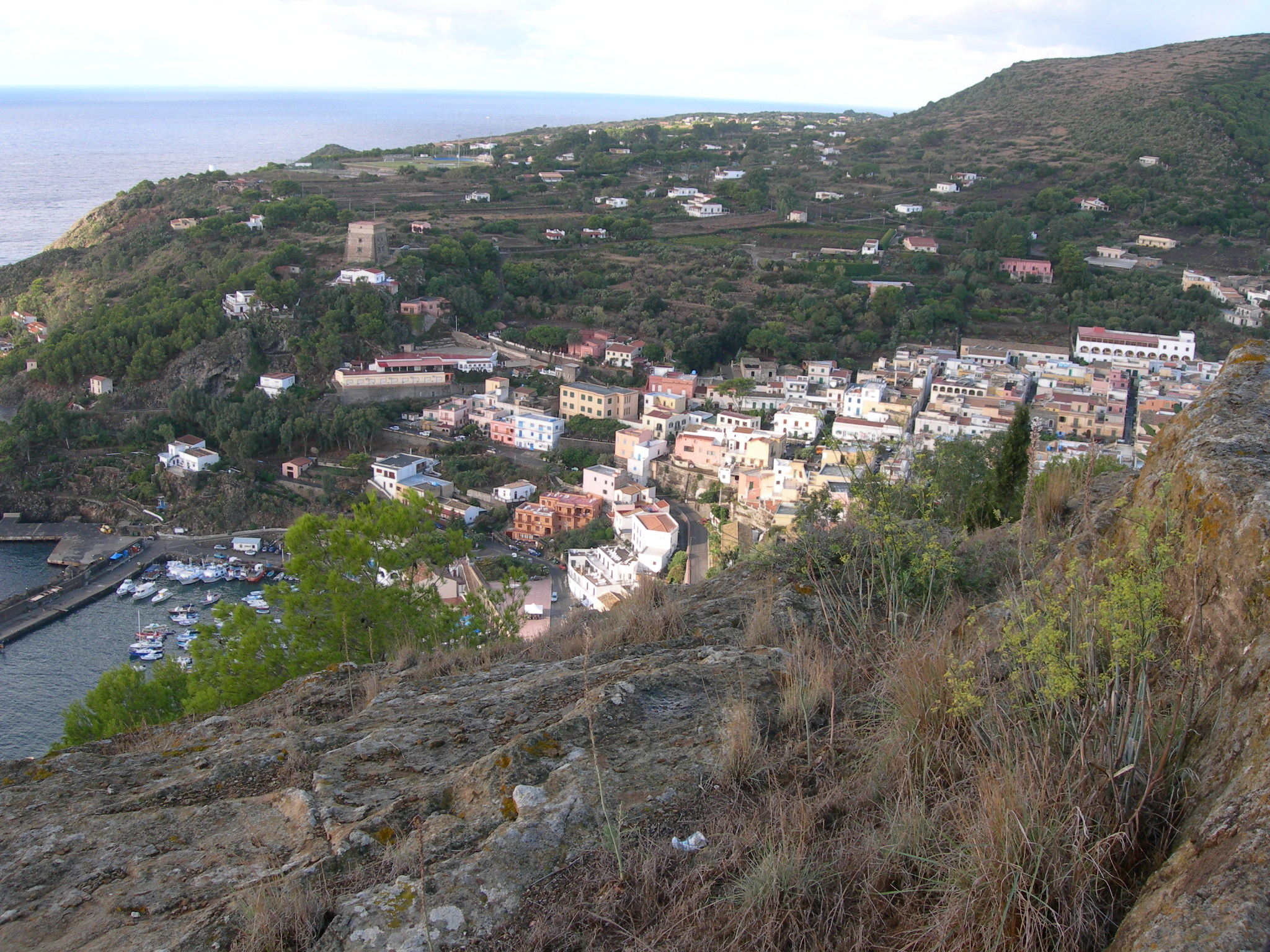
ウスティカの集落

## 歴史

### 先史・古代
最初期の住民は、エオリア諸島から渡ってきたと考えられている。少なくとも紀元前1500年頃からは、フェニキア人が暮らすようになった。
ファラリオーニ（Faraglioni）地区で1989年に始まった発掘調査により、紀元前14世紀から紀元前13世紀にかけての大きな集落の遺跡が見つかった。家々は石組みで作られ、集落は防壁に囲まれて要塞化されていた。
古代ギリシャ人は、この島を「納骨堂」を意味する「オステオーデス」（Οστεώδες  / Osteodes）という名で呼んだ。これは紀元前4世紀、カルタゴに対して反乱を起こし、この島に配流されて餓死した数千人の人々を記念するものであった。ローマ人たちは、島の黒い岩に因み、ラテン語で「焼けたもの」を意味する言葉（da ustum）をとって、島を「ウスティカ」（Ustica）と呼んだ。
島からは、古代のキリスト教徒の村も発掘されており、海面下に没した墓地やトンネルの遺構も見つかっている。多くの沈没船が考古学的調査の対象となっており、フェニキア人、ギリシャ人、ローマ人、カルタゴ人など、地中海を行きかった様々な民族の痕跡を見ることができる。島はその後長らく、イスラム教徒（サラセン人）の海賊の拠点としても用いられた。

### 中世
6世紀には、ベネディクト会の修道士たちがこの島に移住した。しかし、ヨーロッパ世界とアラブ世界との間の戦乱により、ほどなく修道士たちは島を離れることを余儀なくされた。中世を通してこの島への植民が試みられたが、海賊の跋扈など、周辺海域の緊迫のために定住は妨げられた。

### 近代・現代

#### 島への入植と米国への移民

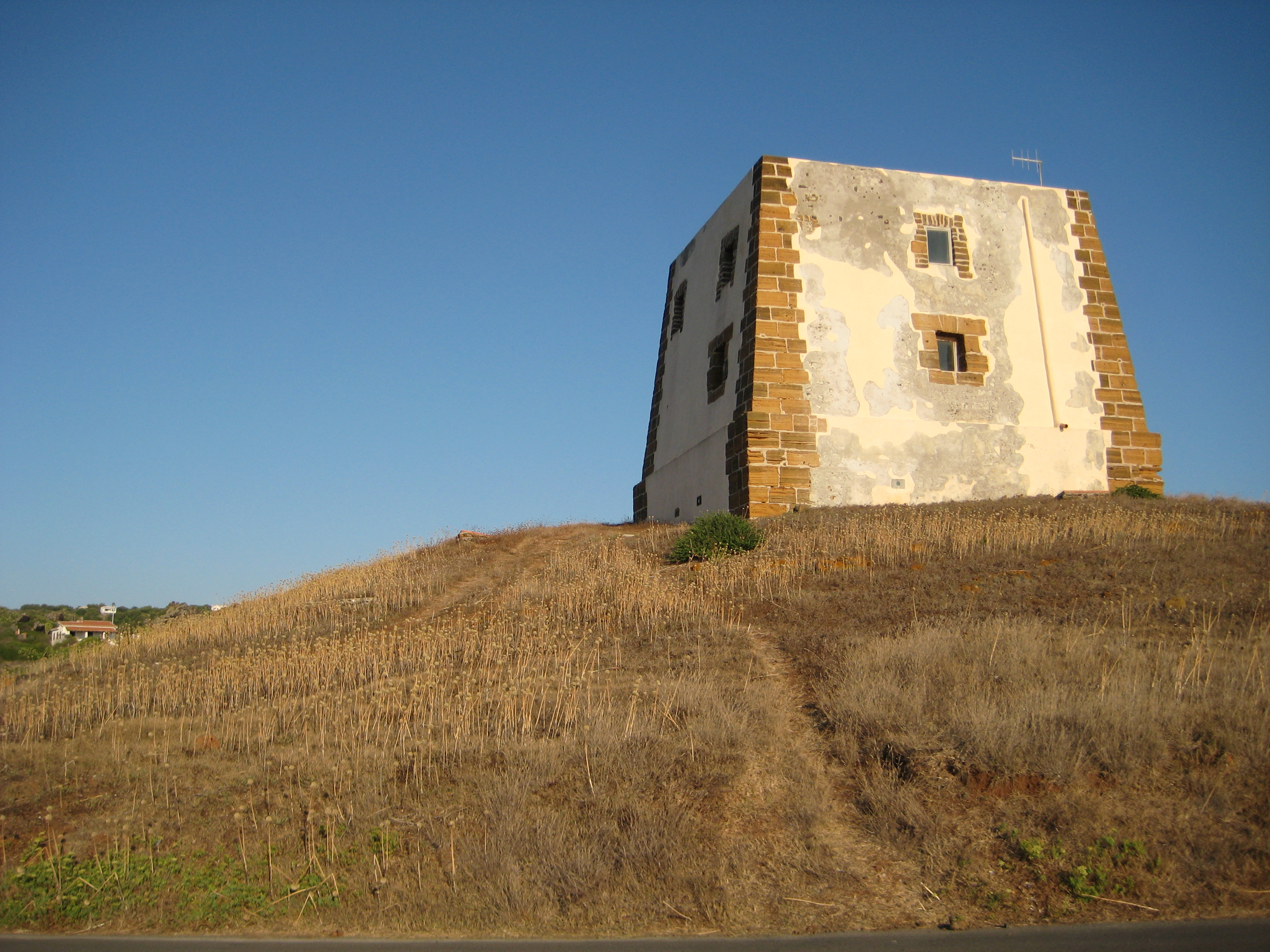
Torre dello Spalmatore

1759年、ブルボン家のシチリア王フェルディナンド3世（のちの両シチリア王フェルディナンド1世）は、島への入植を進めた。シチリアの沿岸哨戒網の一環となる2つの望楼（Torre Santa Maria と Torre Spalmatore）を建設したほか、島の東部のカーラ・サンタ・マリア（Cala Santa Maria）に貯水施設や家屋を建設し、島の中心となる集落を建設した。入植者はパレルモやトラーパニ、エオリア諸島から集まり、また100人の兵士も配置された。とくに、エオリア諸島の主島リーパリ島からは約90名の住民が移住した。ウスティカの守護聖人は聖バルトロメオであるが、これはリーパリの守護聖人が持ち込まれたものである。
19世紀末から20世紀初頭にかけて、島の人口はあまりにも多くなったために、数百の家族がアメリカ合衆国に移民した。彼らの多くが移り住んだのはニューオーリンズとその周辺であった。21世紀初頭の今日もニューオーリンズを中心としてウスティカ移民の子孫が数千人暮らしており、ウスティカとの強い絆を保っている。そのほか、サンノゼやサンフランシスコ、ニューヨーク、マサチューセッツ州などに移民した人々もいる。

#### 流刑の島
離島であるウスティカ島は、ブルボン家（シチリア王国、両シチリア王国）の統治下にあった時代から政治犯の流刑地とされた。これはイタリア統一後のイタリア王国の下でも変わらず、ファシスト党政権期にはベニート・ムッソリーニが政治的反対者をウスティカ島に追放した。島を流刑地として利用することは、第二次世界大戦後の1950年代まで続いた。
ウスティカ島に送られた政治犯の中で最も著名な人物は、イタリア共産党指導者・マルクス主義思想家のアントニオ・グラムシである（1926年の逮捕後しばらく島の刑務所に収容された）。このほか、アマデーオ・ボルディーガ（イタリア共産党指導者）、ネッロ・ロッセッリ（社会主義者）、フェルッチョ・パッリ（パルチザン活動家、のち首相）もこの島への流刑を経験している。
ファシスト政権下では一度に1500人もの囚人（多くは同性愛者であった）が送り込まれたこともある。1940年代初頭にはユーゴスラビアにおける戦争捕虜が島に詰め込まれたが、彼らの間には栄養失調と結核が蔓延した。1950年代にはシチリア島のマフィアが島の囚人となった。
島への流刑は、1961年に島民の抗議を受ける形で廃止された。島では以後観光開発が進められることとなった。

#### 20世紀後半以後
1980年6月27日には、島の近海でイタビア航空870便事件が発生した。イタリアの航空会社の国内便旅客機（ボローニャ発パレルモ行き）が、島の北東25kmで空中爆発し、乗客乗員81名全員が落命した事件である。この事故ではなんらかの爆発が発生したことが判明しているが、その具体的な原因については諸説が唱えられており（テロとも、軍による空対空ミサイルの誤射ともされる）、はっきりしない。この事故は、島を不幸な形で有名にしてしまった。
1986年には、島の周囲の海が海洋自然保護区に指定された。トリエステ近郊のミラマーレ海洋自然保護区 (it:Riserva naturale marina di Miramare) とともに、イタリアで最初に指定された海域である。

## 社会

### インフラ

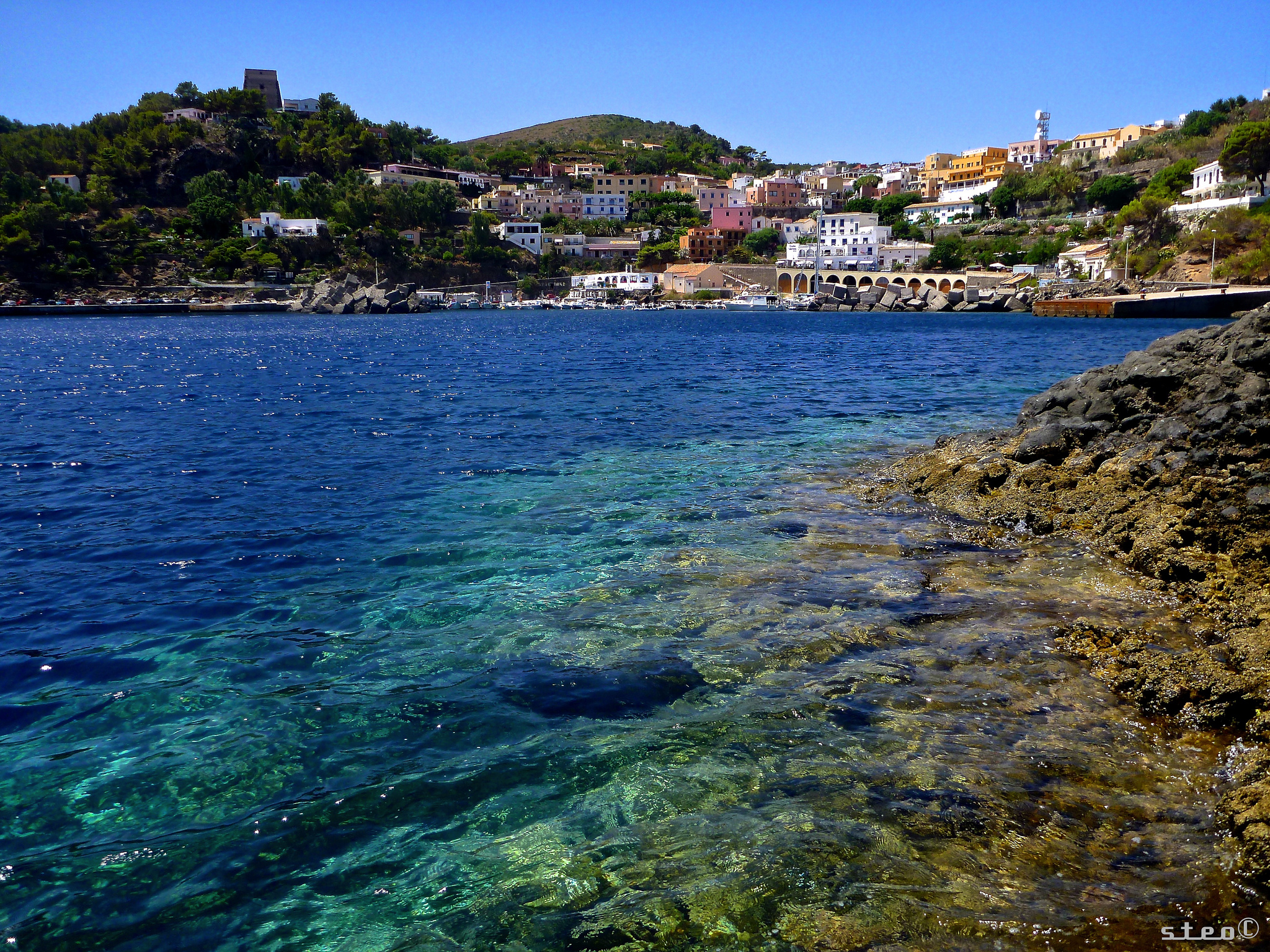
海から見たウスティカの集落

島には24時間対応の医療サービスが提供されている。島には高気圧酸素治療のためのチャンバーが備えられており、緊急時にはパレルモの病院にヘリコプターで送るための用意がある。
島にはカラビニエリ（国家憲兵）、財務警察 (Guardia di Finanza) 、自治体警察（polizia municipale）、郵便局、銀行、薬局があり、これらの施設は港周辺に集中している。
島における水不足問題に対応するために、0.12立方メートルの海水淡水化装置が設けられている。

## 文化・観光
島はスキューバダイビングで知られており、多くのダイビングスクールが設立されている。火山性の地形のために、比較的深い海にまで潜ることができるのが魅力である。

## スポーツ
この島の娯楽は、イタリアでは珍しくサッカーではなく野球であり、サッカー場はなく野球場が一つ存在している。通常、野球の試合は日曜日に行われ、サッカーの試合が放送中でも島民はテレビを後に野球場へ観戦しにくる。観客数は1試合あたり200～300人ほどで、平日の夕方に行われる練習の時も大勢の観客が見に来る。

## 自然・環境

### 生態系
ウスティカ島には「ウスティカ島自然保護区」 (it:Riserva naturale orientata Isola di Ustica) が設定されており、また周辺の海は「ウスティカ島海洋保護区」 (it:Area marina protetta Isola di Ustica) に設定されている。
この島は水源に恵まれず、降水も少ないために、植生は乏しい。人間の活動や、人間が持ち込んだ農作物により、島本来の植物は大きく損なわれている。島本来の植物種で特記すべきは、ヨモギ属のオキナヨモギ（Artemisia arborea）、マスチックスノキ（Lentisco）、マメ科の Calycotome spinosa、マメの一類型エニシダ節（ginestra）である。オリーブ、アーモンド、ブドウなどの果樹も分布するが少なく、島には地中海性草原 (it:Prateria mediterranea) が広がっている。
ウスティカ島は、セイヨウミツバチの一種 Apis mellifera sicula の生息地として知られている。
海中の生態系は熱帯性の特徴を持っており、ダイバーの人気を博することにつながっている。たとえば、サンゴなどの花虫綱や、色鮮やかな植物類である。動物類は、イセエビ科の一種ヨーロッパイセエビ（aragoste）、ハタ科の一種ダスキーグルーパー（cernie）、キダイの一種ヨーロッパキダイ（dentici）、カンパチ（ricciole）、タイ科のアフリカチヌ属（saraghi）、ヨーロッパヘダイ（orate）、サバ（sgombri）、カマスの一種 Sphyraena viridensis（barracuda）、ブダイ科の Sparisoma cretense（pesci pappagallo）、モンガラカワハギ科のネズミモンガラ（pesci balestra）、海綿動物のモクヨクカイメン（spugne）などが生息する。

## 交通

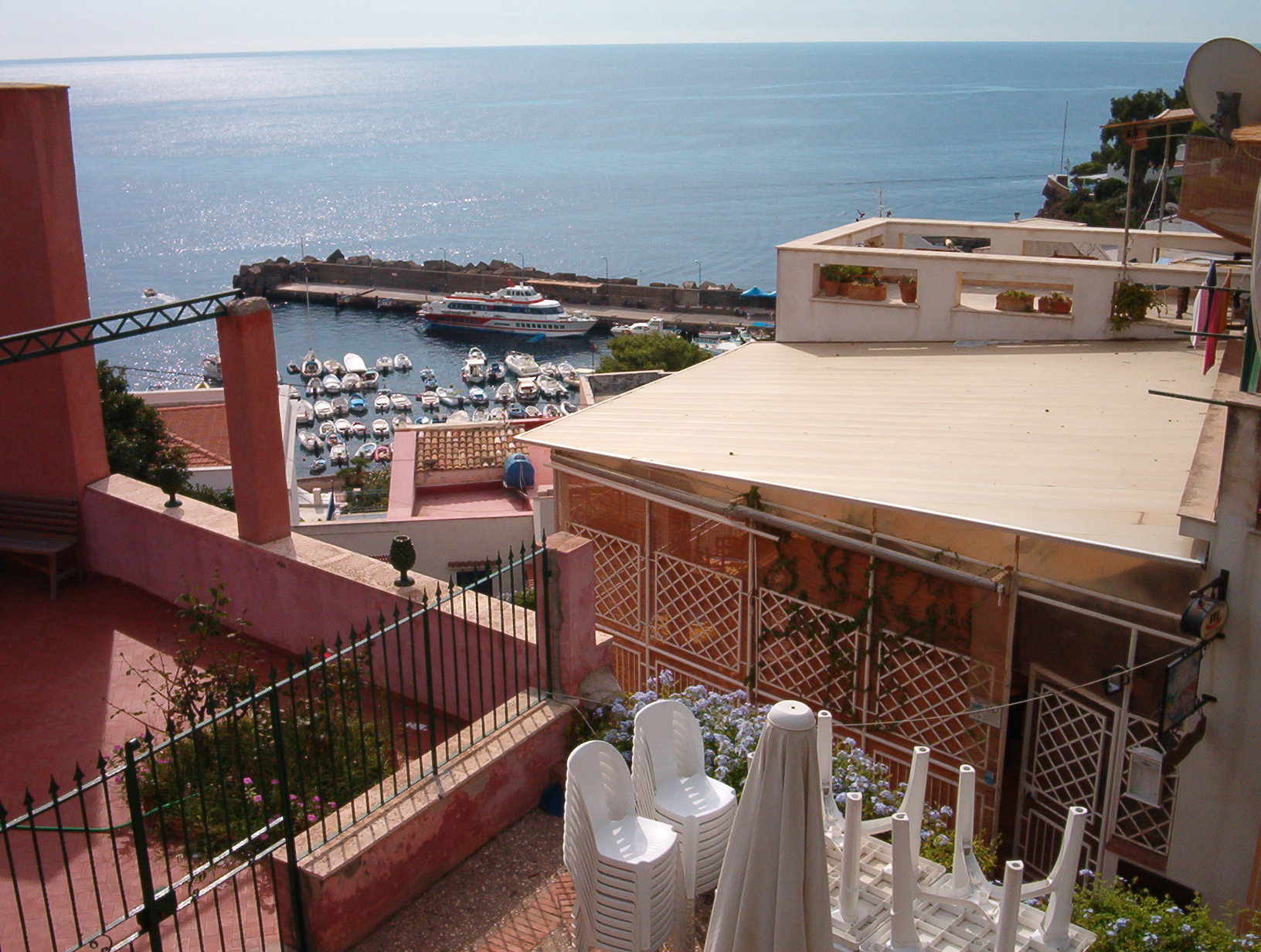
ウスティカ港

パレルモとの間にはフェリーの定期航路があり、近代的な双胴船や水中翼船が就航している。港にはさまざまなボートを受け容れる施設が整備されている。
島を一周する全長9kmの道路がある。島内の公共交通機関として、島を一周するバスが運行されている。